# Mercury Colony Park
Mercury Colony Park – samochód osobowy klasy pełnowymiarowej produkowany pod amerykańską marką Mercury w latach 1957–1990.

## Pierwsza generacja

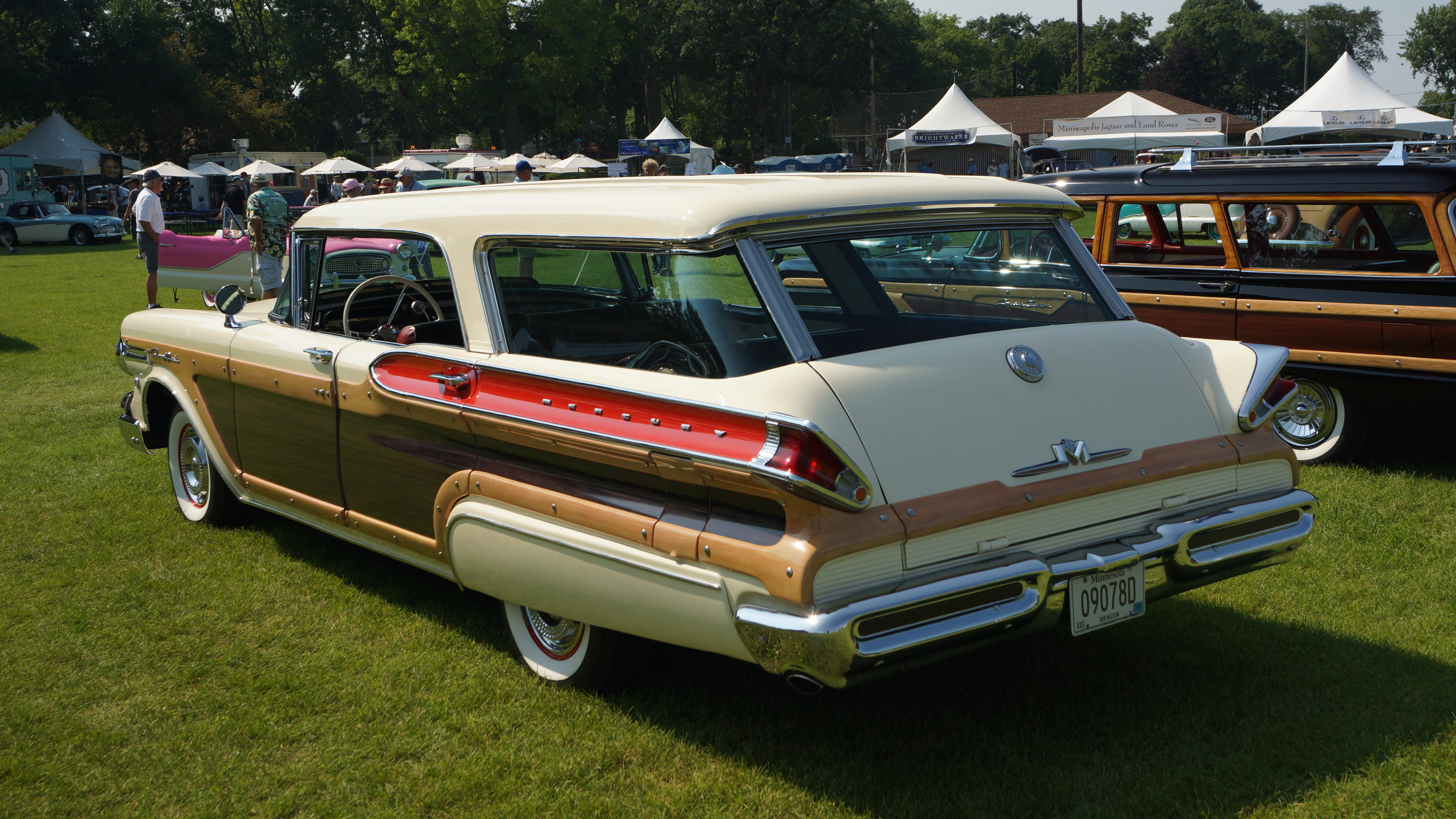
Mercury Colony Park I - tył

Mercury Colony Park I został zaprezentowany po raz pierwszy w 1957 roku.
W drugiej połowie lat 50. XX wieku Mercury zdecydowało się poszerzyć swoją ofertę pełnowymiarowych kombi o model Colony Park. Podobnie do pokrewnych konstrukcji oferowanych wówczas przez amerykańskiego producenta, samochód charakteryzował się awangardową stylistyką wzbogaconą licznymi wielokolorowymi akcentami. Jednym z akcentów stylistycznych były wyraźnie zarysowane tylne nadkola o skrzydlatych proporcjach.

### Silniki
- V8 6.0l Lincoln
- V8 6.3l Marauder
- V8 7.0l Super

## Druga generacja

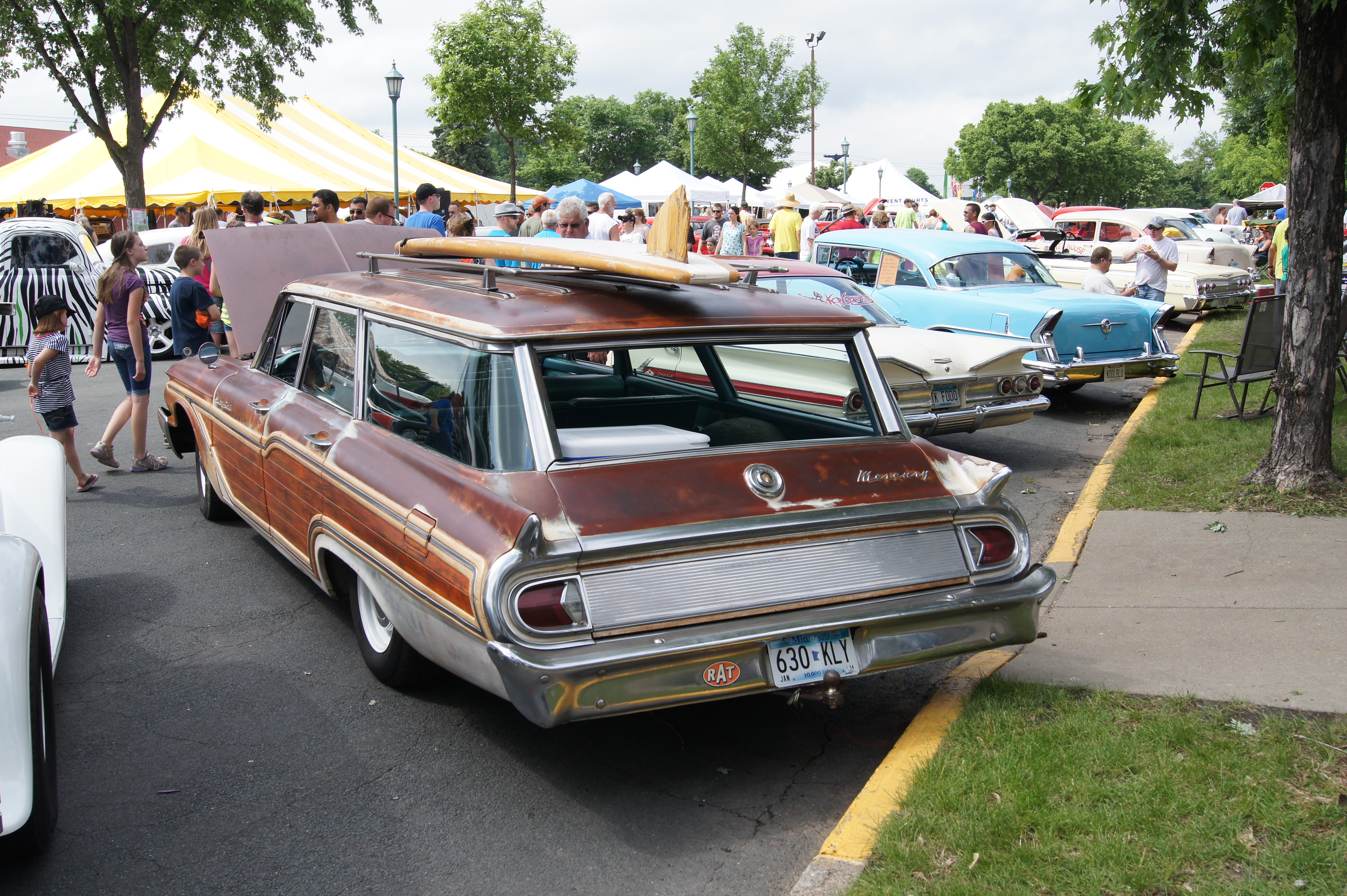
Mercury Colony Park II - tył

Mercury Colony Park II został zaprezentowany po raz pierwszy w 1959 roku.
Opracowując drugą generację Colony Park, Mercury rozwinęło awangardowo stylizowany projekt poprzednika. Z przodu pojawiły się tym razem podwójne, znacznie niżej osadzone reflektory, a opcjonalne okleiny na panelach bocznych przyjęły nowy wzór. Tył ukształtowany został z kolei w charakterystycznej, ściętej formie, ponownie zyskując skrzydlate, strzelistych kształtów nadkola.

### Silniki
- V8 6.3l Marauder
- V8 7.0l Super

## Trzecia generacja

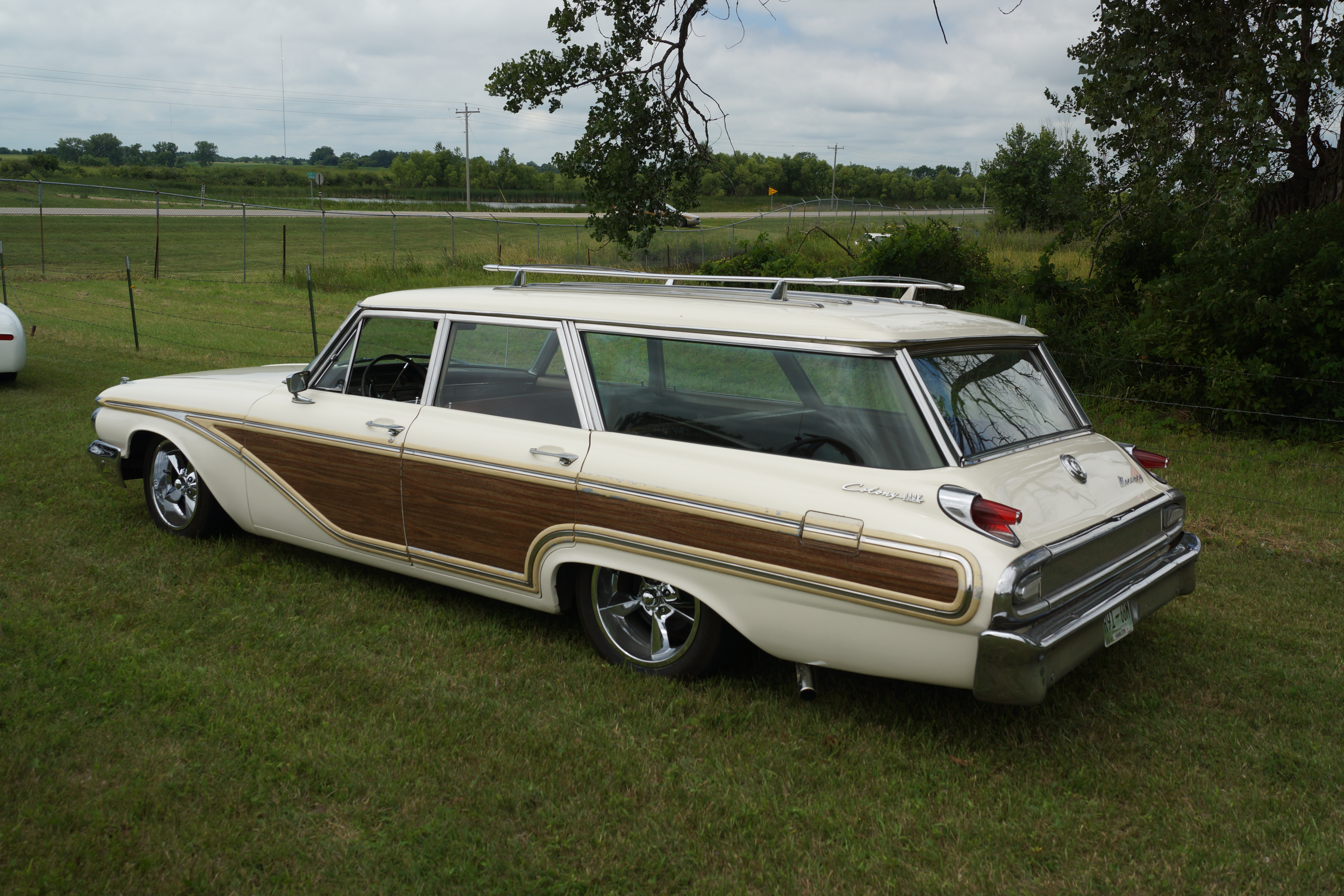
Mercury Colony Park III - tył

Mercury Colony Park III został zaprezentowany po raz pierwszy w 1961 roku.
Trzecia generacja Mercury Colony Park zyskała mniej masywne nadwozie o krótszym rozstawie osi, ponownie dzieląc technikę z pokrewnymi modelami Park Lane oraz Montclair. Pod kątem stylistyki samochód przeszedł ewolucyjny zakres zmian, zachowując charakterystyczne okrągłe, nisko osadzone reflektory. Z tyłu z kolei pojawiły się niewielkie lampy o strzelistych, ostro zakończonych kloszach.

### Silniki
- V8 6.3l Marauder
- V8 7.0l Super

## Czwarta generacja

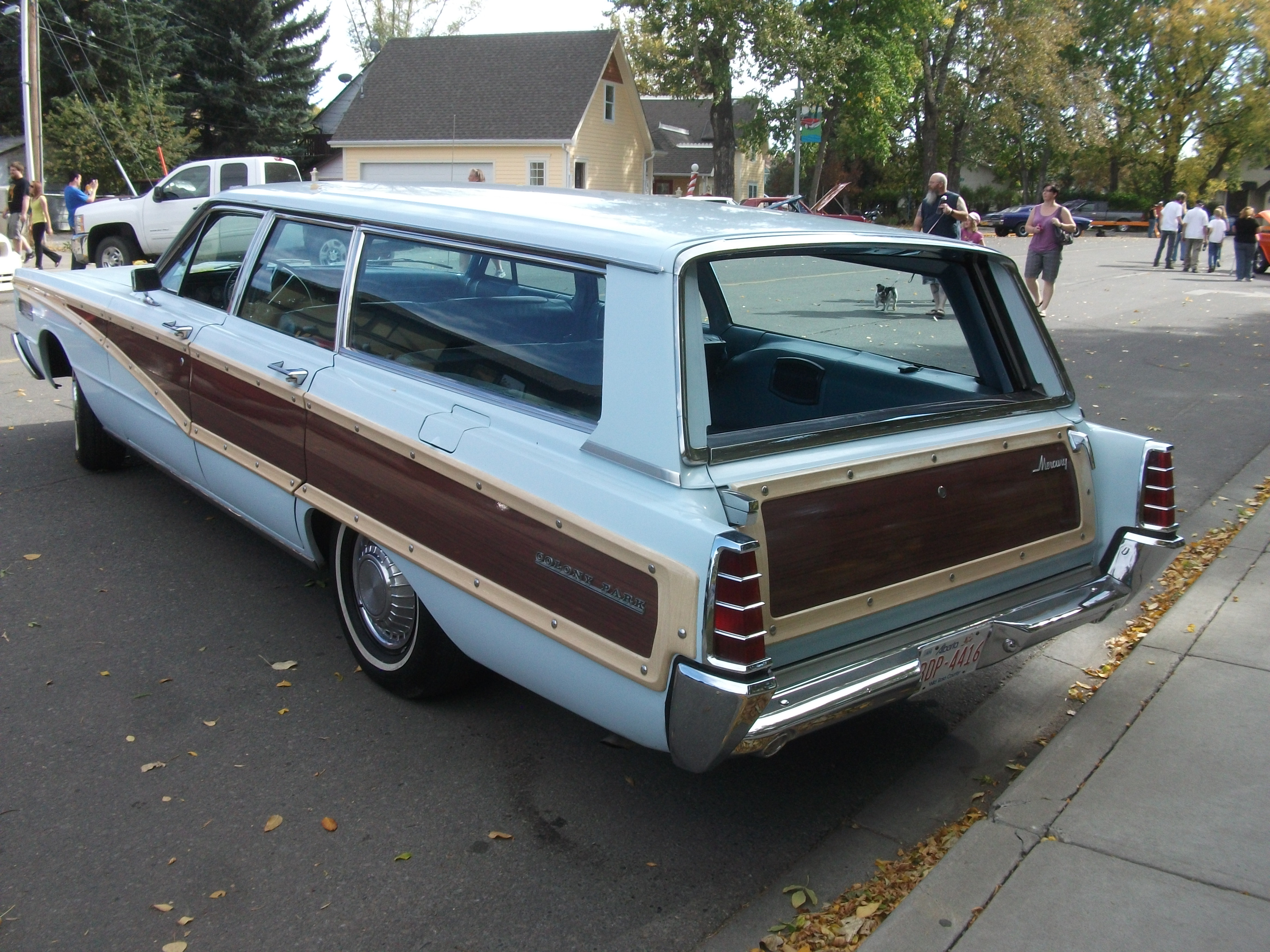
Mercury Colony Park IV - tył

Mercury Colony Park IV został zaprezentowany po raz pierwszy w 1965 roku.
Czwarta generacja Mercury Colony Park porzuciła schemat stylistyczny stosowany w przypadku poprzedników, przyjmując znacznie bardziej kanciaste proporcje nadwozia podobne do nowych generacji pokrewnych, pełnowymiarowych modeli Mercury. Z przodu pojawiły się kanciaste, wyraźnie zarysowane błotniki z dużą, prostokątną atrapą chłodnicy. Z kolei z tyłu krawędzie błotników zdobiły czerwone lampy z chromowanymi ozdobnymi nakładkami.

### Silniki
- V8 6.4l FE
- V8 6.7l Marauder

## Piąta generacja

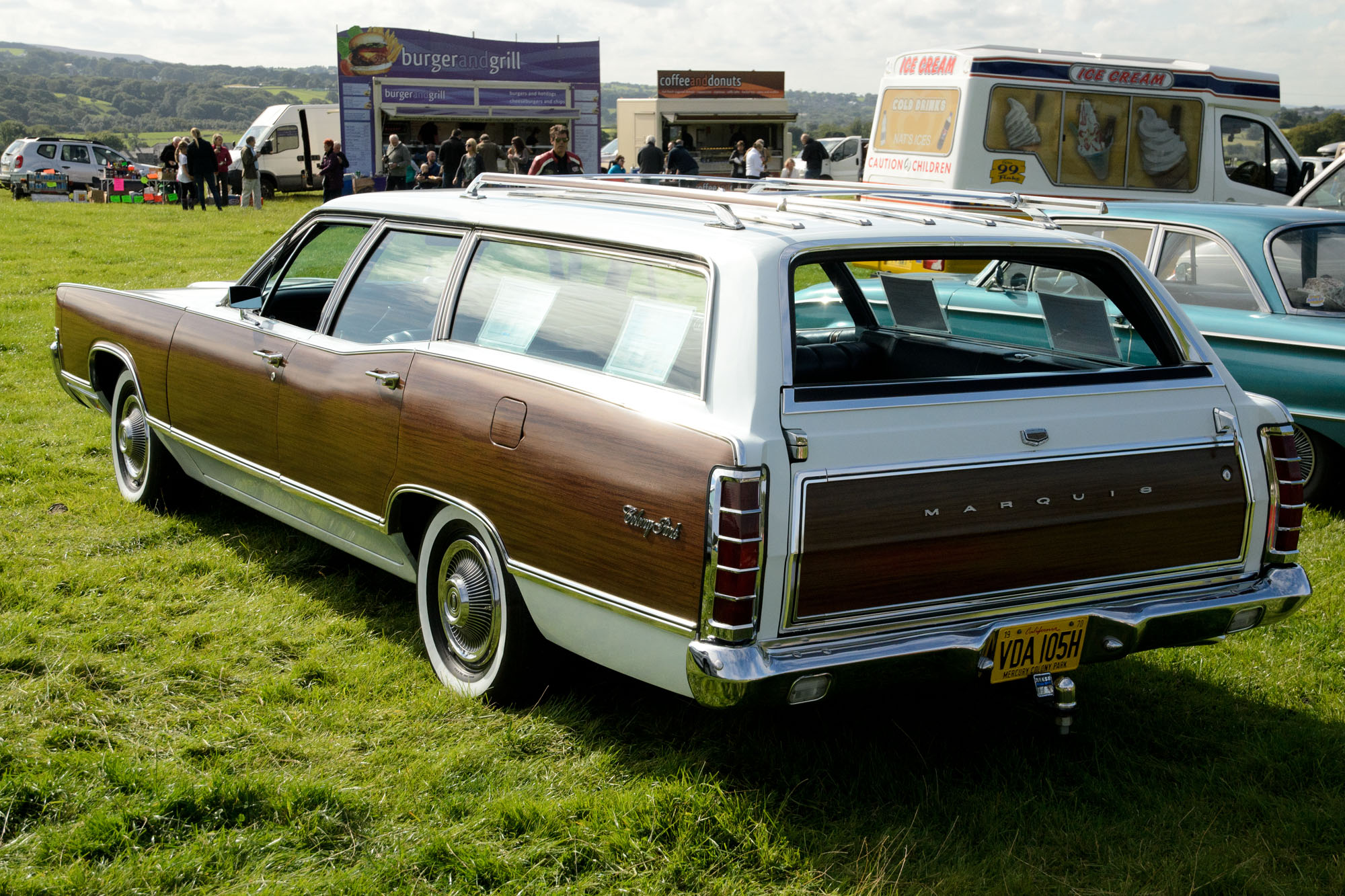
Mercury Colony Park V - tył

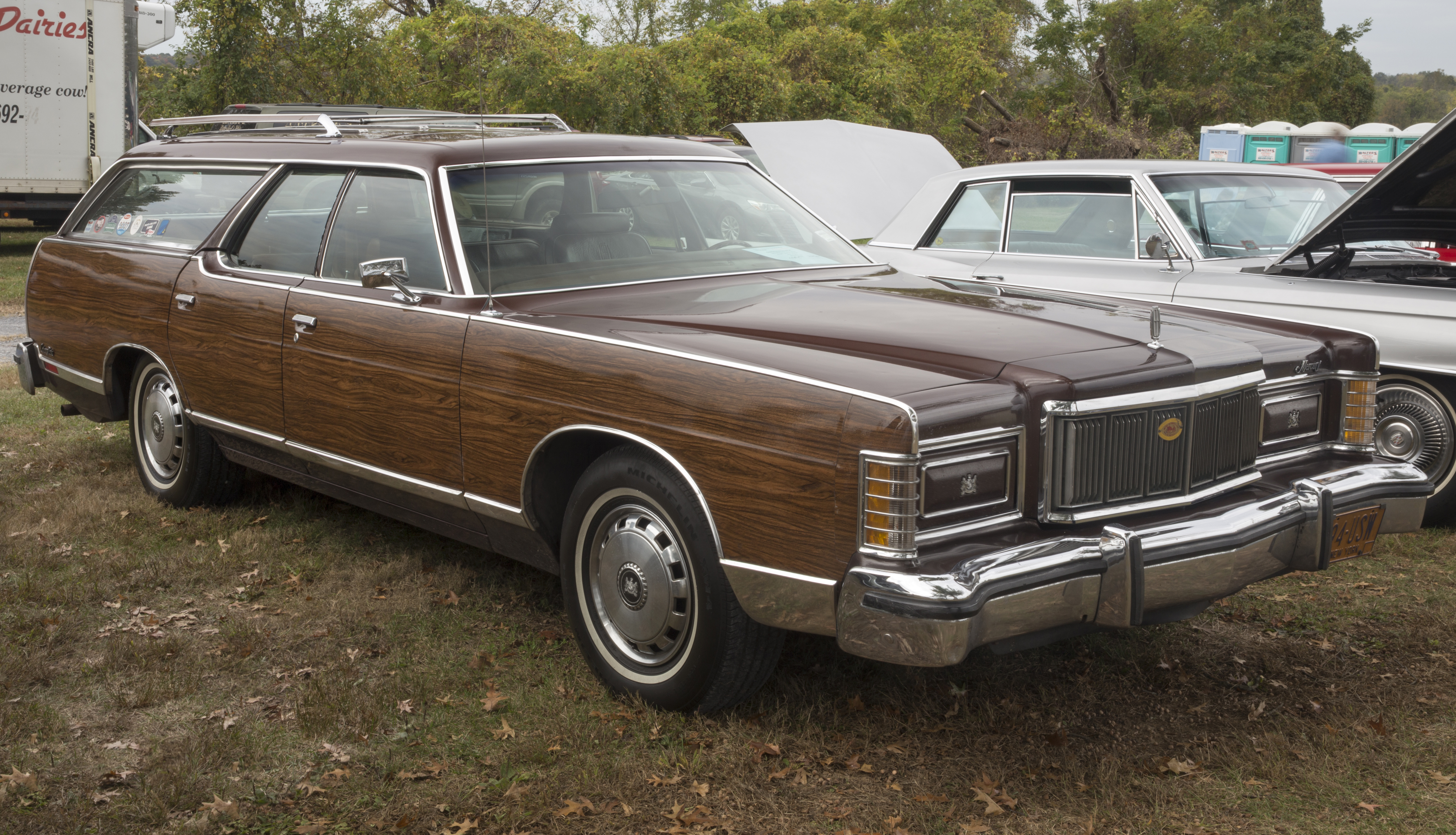
Mercury Colony Park V po liftingu

Mercury Colony Park V został zaprezentowany po raz pierwszy w 1968 roku.
Piąta generacja Colony Park została zbudowana we ściślejszej niż dotychczas współpracy z macierzystym Fordem. Tym razem pełnowymiarowe kombi Mercury było bliźniaczą konstrukcją wobec Forda Country Squire, charakteryzując się masywną sylwetką z obłymi błotnikami. Wzorem pokrewnego Mercury Marquis, przód zdobiły chowane reflektory.

### Lifting
W 1978 roku Colony Park V przeszło obszerną modernizację nawiązującą do nowej generacji pokrewnego modelu Marquis. W efekcie pojawił się nowy pas przedni ze znacznie większą, chromowaną atrapą chłodnicy i większymi reflektorami.

### Silniki
- V8 5.8l 351M
- V8 6.6l Cleveland
- V8 7.0l 385
- V8 7.5l 385

## Szósta generacja

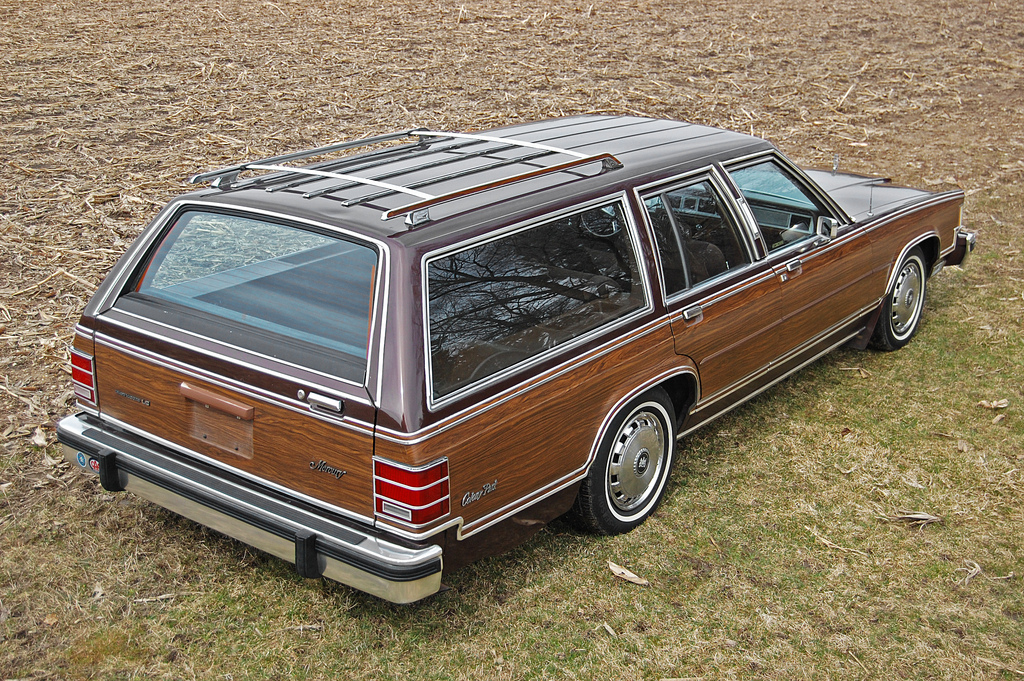
Mercury Colony Park VI - tył

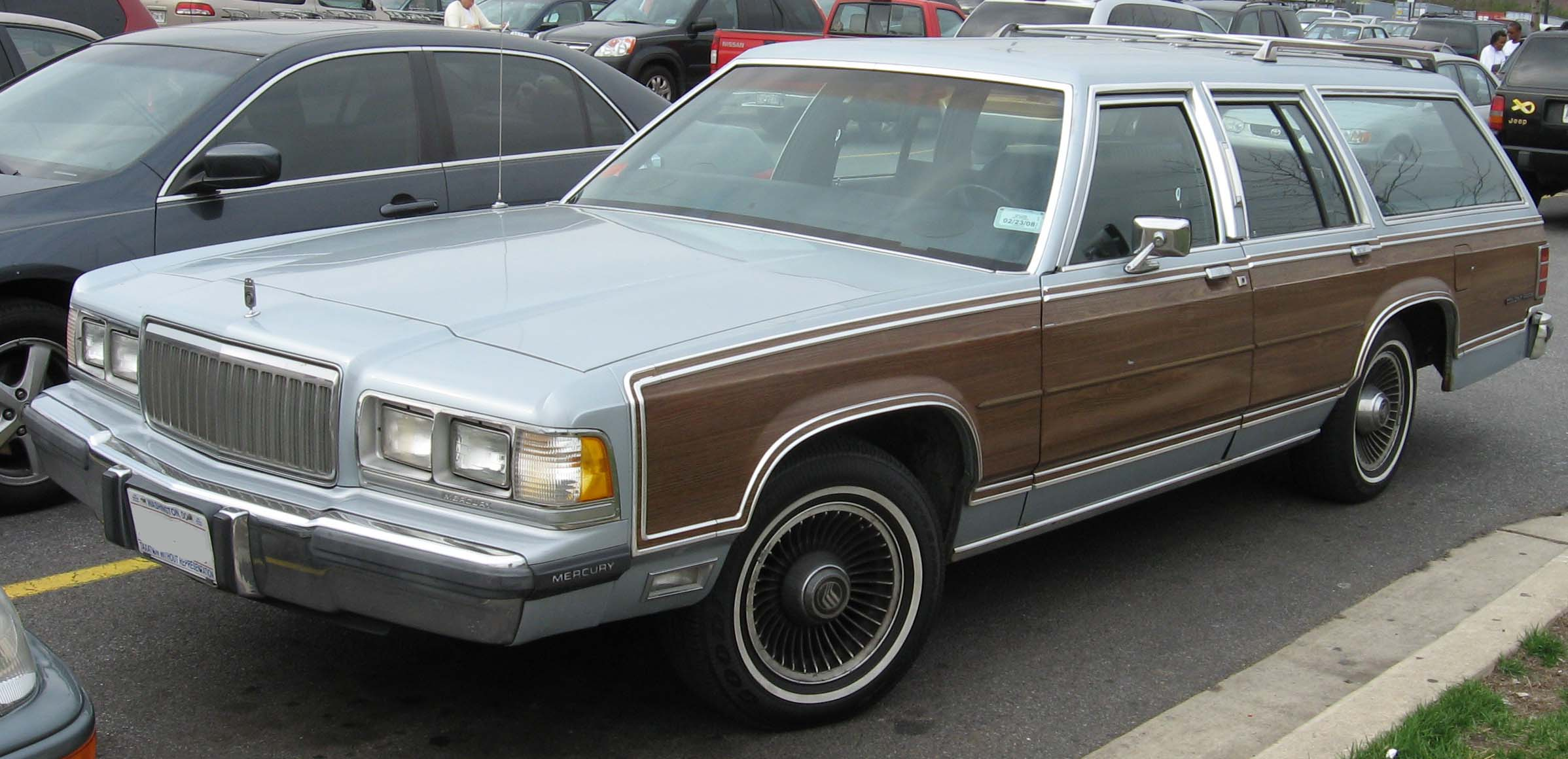
Mercury Colony Park VI po liftingu

Mercury Colony Park VI został zaprezentowany po raz pierwszy w 1978 roku.
Szósta i ostatnia generacja Mercury Colony Park, podobnie jak poprzednik, została oparta na platrofmie pełnowymiarowych modeli Forda i była ponownie bliźniaczym modelem wobec modelu Country Squire. Samochód zyskał kanciaste proporcje nadwozia, z dużą chromowaną atrapą chłodnicy w układzie kraty.

### Lifting
W 1977 roku Mercury Colony Park VI przeszedł obszerną modernizację nadwozia, w ramach której pojawił się nowy przemodelowany pas przedni z innym kształtem reflektorów i bardziej zaokrąglone zderzaki wraz z atrapą chłodnicy.

### Koniec produkcji
Po 33 latach rynkowej obecności, Mercury razem z Fordem podjęło decyzję o zakończeniu produkcji bliźniaczych pełnowymiarowych kombi w grudniu 1990 roku. Podobnie jak konkurencyjny Chrysler, w zamian zdecydowano się wprowadzić do oferty dużego vana w postaci modelu Villager.

### Silniki
- V8 4.9l Windsor
- V8 5.8l Windsor